# Vitalij Smirnov
Vitalij Fril'evič Smirnov (in russo Виталий фрильевич Смирнов?; Ekaterinburg, 25 ottobre 1978) è un ex multiplista uzbeko.
Ha rappresentato il proprio paese ai Giochi olimpici di Atene 2004 e Pechino 2008

## Palmarès
| Anno | Manifestazione    | Sede     | Evento    | Risultato | Prestazione | Note |
| ---- | ----------------- | -------- | --------- | --------- | ----------- | ---- |
| 1997 | Asiatici juniores | Bangkok  | Decathlon | Bronzo    | 6.683 p     |      |
| 2002 | Asiatici          | Colombo  | Decathlon | 6º        | 6.710 p.    |      |
| 2002 | Giochi asiatici   | Pusan    | Decathlon | 4º        | 7.537 p.    |      |
| 2003 | Mondiali          | Parigi   | Decathlon | 10º       | 7.897 p.    |      |
| 2003 | Asiatici          | Manila   | Decathlon | Oro       | 8.021 p.    |      |
| 2004 | Giochi olimpici   | Atene    | Decathlon | 17º       | 7.993 p.    |      |
| 2005 | Mondiali          | Helsinki | Decathlon | dnf       | dnf         |      |
| 2006 | Giochi asiatici   | Doha     | Decathlon | Argento   | 7.769 p.    |      |
| 2007 | Mondiali          | Osaka    | Decathlon | dnf       | dnf         |      |
| 2008 | Asiatici indoor   | Doha     | Eptathlon | 4º        | 5.285 p.    |      |
| 2008 | Giochi olimpici   | Pechino  | Decathlon | dnf       | dnf         |      |